# Р-805
Р-805 — серия советских авиационных бортовых связных ДКМВ радиостанций. Предназначены для симплексной телеграфно-телефонной (а в дальнейшем и телекодовой) связи самолетов между собой  и с наземными объектами.

## Модификации
- Р-805 (РСИУ-5 «Ока»/«Днепр») — ламповый радиопередатчик, включал два съёмных блока: СВ-передатчик и КВ-передатчик. Использовался в паре с приёмником типа УС-9. Рабочий диапазон частот: 350 – 500 кГц и 2,15 – 12,0 МГц (два блока на диапазон 2,15 – 7,2 МГц и 3,6 – 12,0 МГц); мощность передатчика 250 вт; вес комплекта 38 кг. Устанавливался на самолёты: Ан-2, Ан-12, Бе-6, Ил-12, Ил-14, Ил-40, Ту-14, Ту-91.
- Р-805К — комплекс бортовых связных ДКМВ радиостанций, проходивших под общим наименованием «Крестец».
  - Р-805К1 — авиационная бортовая связная ДКМВ радиостанция «Крестец-1» комплекса Р-805К. Вид излучения: ВБП, НБП, ОМ, АМ, АТ, ТЛГ,ЧТ, ФРМ. Диапазон частот: 2,0 – 29,999 МГц. Чувствительность, не хуже 8 мкВ в АМ: не хуже 2 мкВ в ОМ, ТЛГ,ЧТ, ФРМ. Исполнение — поблочное. Комплект включает: приемовозбудитель, усилитель мощности, антенное согласующее устройство, преселектор, селектор, модем ФРМ и ЧТ, пульт управления.
  - Р-805К1М — авиационная бортовая связная ДКМВ радиостанция «Крестец-1М» комплекса Р-805К.
  - Р-805К2 — авиационная бортовая связная ДКМВ радиостанция «Крестец-2» комплекса Р-805К.
  - Р-805К3 — авиационная бортовая связная ДКМВ радиостанция «Крестец-3» комплекса Р-805К. Станция обеспечивает телефонную и телекодовую дальнюю радиосвязь между самолетами, вертолетами и наземными пунктами управления военной авиации, на антенны электрического и магнитного типов, управление от ПДУ или БЦВМ по ГОСТ 18977-79 по волоконно-оптическим линиям, проверку работоспособности с помощью ВСК.
  - Р-805К3М — авиационная бортовая связная ДКМВ радиостанция «Крестец-3М» (И81.104.106) комплекса Р-805К .

## Основные ТТД, станция Р-805К3М
- Диапазон частот: 2 … 24 МГц, с шагом сетки 100 кГц
- Тип излучения: CW (А1А), SSB (J3E), однополосная с полной несущей (H3E), однополосная с ослабленной несущей (R3E), AFSK (F1B)
- Пиковая мощность передатчика: до 150 Вт
- Питание от сети 27 вольт, потребляемая мощность до 700 вт
- Наработка на отказ, час — не менее 15000
- Масса комплекта 31,2 кг